# Un amore passeggero
Un amore passeggero (Love at Large) è un film statunitense del 1990 diretto da Alan Rudolph.

## Trama
Harry Dobbs, detective privato viene richiesto da Kate Dolan per seguire il suo amante Rick Cosgrove perché pensa che stia progettando di ucciderla, tuttavia Harry segue l'uomo sbagliato che però ha dei segreti oscuri. Intanto un'altra detective privata Stella Wynkowski è stata assunta per seguire Harry, e decidono di lavorare insieme per scoprire cosa sta succedendo.